# Geopelia placida
La tortora placida o tortora zebrata di Gould (Geopelia placida Gould, 1844) è un uccello appartenente alla famiglia dei Columbidi, originario dell'Australia e della Nuova Guinea.
La tortora placida è strettamente imparentata con la tortora zebrata del sud-est asiatico e con la tortora barrata dell'Indonesia orientale. Fino a poco tempo fa, le tre specie erano classificate come un'unica specie, Geopelia striata, conosciuta con il nome vernacolare come tortora placida o tortora zebrata.

## Descrizione
Geopelia humeralis è un Columbide di dimensioni relativamente piccole, da 19 a 21 cm. La tortora placida ha il petto grigio-rosa con ali grigio-marroni a scacchi. Sottili striature nere appaiono intorno al collo e alla nuca e scendono lungo la schiena. L'occhio è bianco-grigiastro e un anello grigio-azzurro circonda l'occhio che si assottiglia e si congiunge al becco. I giovani sono più chiari e meno striati. Hanno anche un anello oculare più opaco. La nuca è simile a quella della tortora spallebarrate in quanto le piume della nuca sono striate, ma differisce da G. humeralis poiché per le penne della gola, che sono striate. Inoltre, le penne della nuca sono di colore grigio-marrone rispetto al vivido colore rame visto nelle tortore spallebarrata.
La sua voce è un caratteristico e melodioso acuto "doodle-doo", "co-co-coo" o "croorrr!".

## Distribuzione e habitat
Possono essere trovate in tutta l'Australia tranne che nella Tasmania, nel Victoria meridionale e nell'Australia sudoccidentale. Purtroppo l'areale delle tortore si sta riducendo a causa della concorrenza con l'introduzione della tortora della Cina. Nella Nuova Guinea si trovano principalmente nel sud, ma anche in alcuni siti nel nord e nelle isole Aru.

## Allevamento
La riproduzione avviene da ottobre a gennaio nell'Australia meridionale e da marzo a giugno nell'Australia settentrionale. I nidi sono costruiti sui rami orizzontali degli alberi. Vengono deposte due uova bianche. Le tortore sono molto aggressive verso gli altri uccelli durante la riproduzione.

## Comportamento
La tortora placida si trova in coppie, gruppi e stormi. Si nutrono da terra e si trovano comunemente nelle strade e nei giardini, ma anche nelle boscaglie, nei boschi, nei corsi d'acqua, nei cantieri ferroviari e ai margini delle foreste pluviali. Quando non si trovano a terra mentre si nutrono, possono essere trovati appollaiati sugli alberi.
Le tortore volano con un movimento rapido e ondulatorio e le ali emettono un rumore "frrr" quando gli uccelli sono in volo.